# Matronenstein von Vilvenich
Der Matronenstein von Vilvenich ist ein gallo-römischer Weihealtar, der in die Mauer der romanischen St.-Helena-Kapelle im kleinen Dorf Vilvenich im Kreis Düren (Nordrhein-Westfalen) eingebaut war.

## Geschichte
Die Kapelle St. Helena wurde vermutlich im 10. Jahrhundert von einem Hofbesitzer gestiftet, dessen Anwesen auf dem Gelände einer vorchristlichen Kultstätte lag. Bei dem Bau der Kapelle wurden offenbar etliche Überreste des alten Heiligtums verwendet, darunter mehrere Votivsteine für die Matronen: „Außen wie innen enthält ihr Mauerwerk römische Votivsteine, die der Verehrung der göttlichen Mütter dienten“ (Gerhards).
Der erhaltene Matronenstein wurde mit der Rückseite nach außen eingemauert und dort offenbar in Kriegszeiten von Granatsplittereinschlägen beschädigt. Nachdem bekannt geworden war, dass die Kapelle dem Braunkohletagebau zum Opfer fallen würde, wurde der Matronenstein im Juli 1995 heimlich von Unbekannten aus der Mauer herausgebrochen und auf einem Strohballen deponiert. Anschließend wurde das Rheinische Amt für Bodendenkmalpflege informiert, in dessen Außenstelle in Nideggen-Wollersheim der Stein dann eingelagert wurde. Der Abriss der Kapelle erfolgte im Juni 2010.

## Beschreibung
Der aus Sandstein gehauene Matronenstein ist 100 cm hoch, 50 breit und 40 tief, er trägt an seinem oberen Rand ein Altargesims. Auf den Seitenwänden des Steines sind Bäume zu sehen; die Vorderseite trägt die Weiheinschrift eines sonst nicht bekannten Sulpicius Sabinus. Die Buchstaben sind 5 bis 6,5 cm hoch. Während das Wort [M]atroni[s] deutlich zu erkennen ist, sind für seinen Beinamen die Lesungen [Al]mavann[i]nehis oder [Ha]mavann[i]nehis denkbar. Das Wort „Almavanninehis“ ließe eine Verbindung mit dem Wort alma für Ulme zu und könnte in Verbindung mit einem Baumkult stehen. „Hamavanninehis“ könnte sich auf das Volk der Chamaver beziehen.
Sollte die zweite Lesart die richtige sein, so wäre eine Parallele zu einem weiteren Matronenstein zu erkennen, der in Inden-Altdorf gefunden wurde und den matronis Hamavehis geweiht war. Stifter war ein Gaius Iulius Primus Tecilius Quartus. Dieser Matronenstein trägt das übliche Relief mit den drei Matronen. Er steht mittlerweile im Stadtgeschichtlichen Museum in Jülich. Man nimmt an, dass der Vilvenicher Matronenstein von derselben Kultstätte stammt wie der Altdorfer.